# Costa Rica az 1984. évi téli olimpiai játékokon
Costa Rica a jugoszláviai Szarajevóban megrendezett 1984. évi téli olimpiai játékok egyik részt vevő nemzete volt. Az országot az olimpián 3 sportágban 3 sportoló képviselte, akik érmet nem szereztek.

## Alpesisí
Férfi
| Versenyző      | Versenyszám      | 1. futam | 1. futam | 2. futam | 2. futam | Összesítés | Összesítés |
| Versenyző      | Versenyszám      | Idő      | Hely.    | Idő      | Hely.    | Idő        | Helyezés   |
| -------------- | ---------------- | -------- | -------- | -------- | -------- | ---------- | ---------- |
| Arturo Kinch   | Óriás-műlesiklás | 1:57,84  | 79.      | 1:53,27  | 62.      | 3:51,11    | 67.        |
| Eduardo Kopper | Műlesiklás       | 1:24,39  | 63.      | 1:18,94  | 44.      | 2:43,33    | 45.        |
| Eduardo Kopper | Óriás-műlesiklás | 1:49,35  | 70.      | 1:57,23  | 66.      | 3:46,58    | 65.        |

## Biatlon
| Versenyző     | Versenyszám  | Lövőhiba      | Időeredmény   | Helyezés      |
| ------------- | ------------ | ------------- | ------------- | ------------- |
| Hernán Carazo | 10 km sprint | nem ért célba | nem ért célba | nem ért célba |
| Hernán Carazo | 20 km egyéni | 11            | 2:24:54,9     | 61.           |

## Sífutás
Férfi
| Versenyző    | Versenyszám | Eredmény | Helyezés |
| ------------ | ----------- | -------- | -------- |
| Arturo Kinch | 15 km       | 58:42,9  | 79.      |
| Arturo Kinch | 30 km       | kizárták | kizárták |